# Linda Griffiths
Linda Pauline Griffiths (Montreal, Quebec; 7 de octubre de 1953 – Toronto, Canadá; 21 de septiembre de 2014)  fue una actriz y dramaturga canadiense conocida sobre todo por escribir y protagonizar la obra teatral Maggie and Pierre, en la que interpretó a Pierre Trudeau y a su esposa, Margaret, de la que entonces estaba separada. Entre sus trabajos cinematográficos, es más conocida por su aclamado papel protagonista en Lianna.

## Primeros años
Griffiths nació en Montreal, Quebec. Tras estudiar en el St. Thomas High School de Pointe Claire, asistió al Dawson College, luego a la National Theatre School (durante un año) y, por último, a la Universidad McGill. Se la conoce sobre todo por su obra Maggie and Pierre (1980), escrita junto a Paul Thompson, en la que interpreta a Pierre Trudeau y Margaret Trudeau, así como a un periodista ficticio llamado Henry. La obra recorrió Canadá, incluido el Royal Alexandra Theatre de Toronto, y se representó en off-Broadway en la ciudad de Nueva York.

## Carrera
Más conocida como actriz de teatro, también trabajó en televisión y cine, incluyendo episodios de las series de televisión Empire, Inc., Friday the 13th: The Series, Street Legal, Katts and Dog, Beyond Reality, Due South, Traders y Twice in a Lifetime. Protagonizó la película Lianna (1983), de John Sayles, y también apareció en las películas Samuel Lount, Reno and the Doc, Overdrawn at the Memory Bank y Mama's Going to Buy You a Mockingbird. Fue nominada al Premio Genie a la Mejor Actriz en la 6ª edición de los Premios Genie de 1985 por su interpretación en Reno and the Doc, y al Premio Gemini a la Actriz de Programa Dramático o Miniserie en la 2ª edición de los Premios Gemini de 1987 por The Marriage Bed.
En 1994 protagonizó junto a Alan Williams The Darling Family, adaptación cinematográfica de Alan Zweig de su propia obra teatral.
En 1997 formó su propia compañía, Duchess Productions, que produjo una gira de Alien Creature, además de desarrollar y producir en colaboración The Duchess, Alien Creature, Chronic y su última obra, Age of Arousal.
Como coautora de The Book of Jessica (escrito con la autora y activista Maria Campbell), Griffiths y Campbell crearon un nuevo híbrido de libro de teatro, que incluía la obra Jessica, así como el proceso personal y político de su creación. Griffiths también ha creado obras colectivas (Paper Wheat, Les Maudits Anglais) y publicado relatos cortos (The Speed Christmas, Spiral Woman).
En 1999 se publicó Sheer Nerve, una recopilación de siete de sus obras.

## Muerte
Griffiths murió de cáncer de mama la mañana del 21 de septiembre de 2014 en el Bridgepoint Health de Toronto.
Aunque los registros públicos daban su año de nacimiento como 1956, la CBC citó a su amiga y cuidadora, Layne Coleman, diciendo que su fecha real de nacimiento era el 7 de octubre de 1953.

## Premios
A lo largo de su carrera, Griffiths obtuvo cinco premios Dora Mavor Moore, cuatro de ellos a la mejor obra nueva por Maggie and Pierre (1980), O.D. on Paradise (1983), Jessica (1986) y Alien Creature (2000), y uno a la mejor interpretación en un papel protagonista por Maggie and Pierre (1980). Chalmers Canadian Play Award por Jessica y Alien Creature, y dos veces nominada al Governor General's Award de teatro en lengua inglesa por The Darling Family (1991) y Alien Creature.
Fue nominada al Genie Award a la mejor actriz en 1984 por Reno and the Doc, de Charles Dennis.

## Obras
- Maggie & Pierre (1980; con Paul Thompson)
- O.D. on Paradise (1982)
- Jessica (1986; con Maria Campbell)
- The Darling Family (1991)
- A Game of Inches (1991)
- Brother André's Heart (1992)
- Spiral Women and the Dirty Theatre (1993)
- The Duchess a.k.a. Wallis Simpson (1997)
- Alien Creature: A Visitation from Gwendolyn MacEwen (1999)
- Chronic (2003)
- Baby Finger (2005)
- Age of Arousal (2007)
- The Last Dog of War (2010)
- Heaven Above, Heaven Below (2013)